# Saison 2019 de l'équipe cycliste Wanty-Gobert
La saison 2019 de l'équipe cycliste Wanty-Gobert est la douzième de cette équipe.

## Préparation de la saison 2019

### Sponsors et financement de l'équipe
L'équipe porte le nom de ses deux principaux sponsors depuis 2014, Wanty et Groupe Gobert. Pour la saison 2019, elle est renommée Wanty-Gobert.

### Arrivées et départs
Quatre coureurs quittent l'équipe à l'intersaison. Dion Smith et Guillaume Van Keirsbulck sont recrutés par deux équipes du World Tour, respectivement Mitchelton-Scott et CCC. Simone Antonini et Mark McNally ne sont pas conservés par Wanty-Gobert afin de laisser de la place pour de jeunes coureurs belges, à la demande des sponsors,.
Quatre coureurs belges sont recrutés. Alfdan De Decker, auparavant chez Lotto-Soudal U23, fait ses débuts professionnels dans l'équipe après y avoir été stagiaire en 2018. Loïc Vliegen arrive de l'équipe WorldTour BMC Racing, où il n'a pas été conservés après le changement de sponsor principal. Aimé De Gendt arrive de Sport Vlaanderen-Baloise et Ludwig De Winter de WB-Veranclassic-Aqua Protect. Ce dernier a la particularité d'être originaire de Binche, comme le sponsor Wanty.
| Arrivées         | Équipe 2018                  |
| ---------------- | ---------------------------- |
| Alfdan De Decker | Lotto-Soudal U23             |
| Aimé De Gendt    | Sport Vlaanderen-Baloise     |
| Ludwig De Winter | WB-Veranclassic-Aqua Protect |
| Loïc Vliegen     | BMC Racing                   |

| Départs                  | Équipe 2019      |
| ------------------------ | ---------------- |
| Simone Antonini          |                  |
| Mark McNally             |                  |
| Dion Smith               | Mitchelton-Scott |
| Guillaume Van Keirsbulck | CCC              |

## Coureurs et encadrement technique

### Effectif
L'effectif de Wanty-Gobert compte 21 coureurs en 2019.
| Cycliste             | Date de naissance | Nationalité | Équipe 2018                  |  |
| -------------------- | ----------------- | ----------- | ---------------------------- |  |
| Frederik Backaert    | 13 mars 1990      | Belgique    | Wanty-Groupe Gobert          |  |
| Jérôme Baugnies      | 1er avril 1987    | Belgique    | Wanty-Groupe Gobert          |  |
| Bart De Clercq       | 26 août 1986      | Belgique    | Wanty-Groupe Gobert          |  |
| Alfdan De Decker     | 9 septembre 1996  | Belgique    | Lotto-Soudal U23             |  |
| Aimé De Gendt        | 17 juin 1994      | Belgique    | Sport Vlaanderen-Baloise     |  |
| Ludwig De Winter     | 31 décembre 1992  | Belgique    | WB-Veranclassic-Aqua Protect |  |
| Thomas Degand        | 13 mai 1986       | Belgique    | Wanty-Groupe Gobert          |  |
| Tom Devriendt        | 29 octobre 1991   | Belgique    | Wanty-Groupe Gobert          |  |
| Fabien Doubey        | 21 octobre 1993   | France      | Wanty-Groupe Gobert          |  |
| Timothy Dupont       | 1er novembre 1987 | Belgique    | Wanty-Groupe Gobert          |  |
| Odd Christian Eiking | 28 décembre 1994  | Norvège     | Wanty-Groupe Gobert          |  |
| Wesley Kreder        | 4 novembre 1990   | Pays-Bas    | Wanty-Groupe Gobert          |  |
| Guillaume Martin     | 9 juin 1993       | France      | Wanty-Groupe Gobert          |  |
| Xandro Meurisse      | 31 janvier 1992   | Belgique    | Wanty-Groupe Gobert          |  |
| Marco Minnaard       | 11 avril 1989     | Pays-Bas    | Wanty-Groupe Gobert          |  |
| Yoann Offredo        | 12 novembre 1986  | France      | Wanty-Groupe Gobert          |  |
| Andrea Pasqualon     | 2 janvier 1988    | Italie      | Wanty-Groupe Gobert          |  |
| Boris Vallée         | 3 juin 1993       | Belgique    | Wanty-Groupe Gobert          |  |
| Kévin Van Melsen     | 1er avril 1987    | Belgique    | Wanty-Groupe Gobert          |  |
| Pieter Vanspeybrouck | 10 février 1987   | Belgique    | Wanty-Groupe Gobert          |  |
| Loïc Vliegen         | 20 décembre 1993  | Belgique    | BMC Racing                   |  |

## Bilan de la saison

### Victoires
| Date       | Course                                 | Pays     | Classe | Vainqueur            |
| ---------- | -------------------------------------- | -------- | ------ | -------------------- |
| 6 avril    | 4e étape du Tour de Sicile             | Italie   | 2.1    | Guillaume Martin     |
| 8 juillet  | 2e étape du Tour d'Autriche            | Autriche | 2.1    | Tom Devriendt        |
| 27 juillet | 1re étape du Tour de Wallonie          | Belgique | 2.HC   | Timothy Dupont       |
| 28 juillet | 2e étape du Tour de Wallonie           | Belgique | 2.HC   | Loïc Vliegen         |
| 31 juillet | Classement général du Tour de Wallonie | Belgique | 2.HC   | Loïc Vliegen         |
| 17 août    | 3e étape de l'Arctic Race of Norway    | Norvège  | 2.HC   | Odd Christian Eiking |

### Résultats sur les courses majeures
Les tableaux suivants représentent les résultats de l'équipe dans les principales courses du calendrier international (les cinq classiques majeures et les trois grands tours). Pour chaque épreuve est indiqué le meilleur coureur de l'équipe, son classement ainsi que les accessits glanés par Wanty-Groupe Gobert sur les courses de trois semaines.

#### Classiques
| Classique            | Milan-San Remo | Tour des Flandres   | Paris-Roubaix           | Liège-Bastogne-Liège   | Tour de Lombardie |
| -------------------- | -------------- | ------------------- | ----------------------- | ---------------------- | ----------------- |
| Coureur (classement) | -              | Aimé De Gendt (37e) | Frederik Backaert (26e) | Guillaume Martin (19e) |                   |

#### Grands tours
| Grand tour           | Tour d'Italie | Tour de France         | Tour d'Espagne |
| -------------------- | ------------- | ---------------------- | -------------- |
| Coureur (classement) | -             | Guillaume Martin (12e) |                |
| Accessits            | -             |                        |                |